# Coverkill
Coverkill è un album in studio di cover del gruppo musicale statunitense Overkill, pubblicato nel 1999.

## Descrizione
Il disco è interamente composto da cover di artisti che hanno maggiormente influenzato la band, quali ad esempio: Black Sabbath, Motörhead, Ramones e Manowar.
Nel disco appare per la prima volta, in una registrazione in studio con la band, il chitarrista Dave Linsk, in sostituzione di Joe Comeau, che abbandona il gruppo per divenire il cantante degli Annihilator.
Il disco è stato pubblicato negli Stati Uniti dall'etichetta discografica CMC International e in Europa dalla Steamhammer/SPV GmbH.

## Tracce
1. Overkill (Motörhead) – 4:16 – l'originale proveniente dall'album: Overkill
2. No Feelings (Sex Pistols) – 2:59 – l'originale proveniente dall'album: Never Mind the Bollocks, Here's the Sex Pistols
3. Hymn 43 (Jethro Tull) – 4:57 – l'originale proveniente dall'album: Aqualung
4. Changes (Black Sabbath) – 3:59 – l'originale proveniente dall'album: Black Sabbath, Vol. 4
5. Space Truckin' (Deep Purple) – 2:36 – l'originale proveniente dall'album: Machine Head
6. Deuce (Kiss) – 3:05 – l'originale proveniente dall'album: Kiss
7. Never Say Die (Black Sabbath) – 3:24 – l'originale proveniente dall'album: Never Say Die!
8. Death Tone (Manowar) – 4:24 – l'originale proveniente dall'album: Battle Hymns
9. Cornucopia (Black Sabbath) – 4:46 – l'originale proveniente dall'album: Black Sabbath, Vol. 4
10. Tyrant (Judas Priest) – 4:00 – l'originale proveniente dall'album: Sad Wings of Destiny
11. Ain't Nothin' to Do (Dead Boys) – 2:13 – l'originale proveniente dall'album: Young, Loud and Snotty
12. I'm Against It (Ramones) – 2:43 – l'originale proveniente dall'album: Road to Ruin

## Formazione
- Bobby "Blitz" Ellsworth – voce
- Joe Comeau – chitarra e voce (1-10)
- Dave Linsk – chitarra (1, 3, 4, 6, 7, 8, 10)
- Sebastian Marino – chitarra (2, 5, 9)
- Merritt Gant – chitarra (11)
- Rob Cannavino – chitarra (11)
- Bobby Gustafson – chitarra (12)
- D.D. Verni – basso
- Tim Mallare – batteria (1-10)
- Sid Falck – batteria (11, 12)